# Klávesa Home

Klávesa Home mezi ostatními klávesami

Klávesa Home je klávesa běžně se nacházející na počítačových klávesnicích. Tato klávesa funguje zcela opačně než „klávesa End“.

## Microsoft Windows a Linux
V textových editorech běžících pod operačními systémy Microsoft Windows a Linux tato klávesa primárně slouží k posunutí kurzoru na začátek řádku, na kterém se kurzor nachází. Pokud daný text není editovatelný, pak slouží k posunu na začátek tohoto dokumentu (to ostatně může být provedeno i v editovatelném dokumentu, je-li zároveň s touto klávesou stisknuta klávesa Ctrl.
Může být také použita k označení předešlého textu na řádku před kurzorem, je-li spolu s ní zmáčknuta klávesa Shift.